# Deleni, Mehedinți
Deleni este un sat în comuna Breznița-Motru din județul Mehedinți, Oltenia, România.